# セイヨウバラ
セイヨウバラは、長い年月にわたって育種改良されてきた、複雑な雑種性を持つバラの園芸品種である。

## 解説
セイヨウバラは、アジア西部からヨーロッパにかけて原産するダマスクバラ、ジャコウバラ、フランスバラ、中国原産のコウシンバラ、ボタンバラ、日本原産のノイバラ、テリハノイバラを中心に多くの種類の交配によって誕生した。今日のものは植物学的に分類するにはあまりに複雑なので、便宜的にブッシュ（灌木）かつる性か、または花の大小によって区別する。

## 主な種類

### ブッシュ

#### 四季咲き大輪
花壇・切り花などに人気。種類も最も多い。品種名の前にはH.T.　（ハイブリッド・ティー）をつける。
- クリスチャン・ディオール　Christian Dior　花は赤色の大輪で形が良い。樹勢はやや強健。
- クイーン・エリザベス　Queen Elizabeth　1952年、アメリカのラマーツの作。明るいピンク色の花を多数つける。非常に強健で、切り花用や露地植え用に広く栽培される。
- アマツオトメ（天津乙女）　Amatsuotome　1962年、日本の寺西の作。花は黄色の大輪。強健で花つきが良く、切り花用だが、花壇用にも向く。
- スーパー・スター　Super Ster　1960年、ドイツのタンタウの作。花はサンゴ色を帯びた朱赤色。強健で花つきが良く、花壇用、切り花用として人気。
- ピース　Peace　1945年、フランスのメイヤンの作。花は黄色の巨大輪。
- フジ（不二）　Frau Karl Druschki　1901年、ドイツのランベルトの作。花は純白の大輪で、二季咲き。半つる性。

#### 中輪房咲き
花つきが良く、長持ちする。品種名の前にはF.　（フロリバンダ）をつける。
- ワイルド・ファイアー　Wild Fire　花は緋紅色の八重咲きで平開する。花壇や鉢植え向き。
- チャールストン　Charleston　1963年、フランスのメーヤンの作。花ははじめ深紅色のぼかしが入った黄色で、開花後、花全体が深紅色になる。半八重咲きでやや大輪。
- ファンファーレ　Fanfare　花は八重咲きで、はじめは朱紅色だが、満開時には桃色になる。
- フロリック　Flolik　花は桃色の八重咲き。

#### 小輪房咲き
花は四季咲きで種類も豊富。今日ではあまり見られない。品種名の前にはPol.　（ポリアンタ）をつける。

#### コウシンバラの矮性型
多く鉢植えにされる。品種名の前にはMin.　（ミニアチュア）をつける。

### つるバラ

#### 大輪つるバラ
もともとつる性のものもあるが、多くはハイブリッド・ティーの枝変わり。品種名の前にはCl.　（クライミング）をつける。
- サマー・スノー　Summer Snow　花は白色の八重咲き中輪。花つきが良く、集まって咲く。
- スパニッシュ・ビューティ　Spanish Beauty　花はピンク色。花つきが非常に良い。
- クリムソン・グローリー　Crimson Glory　花は深紅色でビロード状の光沢があり、芳香が強い。同名のハイブリッド・ティーの枝変わり。
- コックテイル　Cooktail　花は紅色で一重の中輪。花弁の基部と雄しべは黄色。

#### 中輪つるバラ
テリハノイバラ系、ノイバラ系、フロリバンダの枝変わり、半つる性のシュラブなどがある。

#### 小輪つるバラ
主にテリハノイバラ系で、葉に光沢があり、花期が遅い。